# Воронкино (Ленинградская область)
Воронкино — деревня в  Копорском сельском поселении Ломоносовского района Ленинградской области.

## История
Впервые упоминается в Писцовой книге Водской пятины 1500 года как сельцо Воронкино в Каргальском погосте Копорского уезда.
Затем как Vorontkino Selo в Каргальском погосте (западной половине) в шведских «Писцовых книгах Ижорской земли» 1618—1623 годов.
На шведской «Генеральной карте провинции Ингерманландии» 1704 года обозначена мыза Waronkina hof.
Как деревня Воронкина она нанесена на «Географическом чертеже Ижорской земли» Адриана Шонбека 1705 года.
Деревня Воронкино упомянута на карте Ингерманландии А. Ростовцева 1727 года.
На карте Санкт-Петербургской губернии Ф. Ф. Шуберта 1834 года обозначена деревня Воронкина, состоящая из 23 крестьянских дворов.

ВОРОНКИНА — деревня принадлежит дворянке Герздорф, число жителей по ревизии: 64 м. п., 70 ж. п. (1838 год)

Согласно 9-й ревизии 1850 года деревня Воронкино принадлежала помещику Аристу Фёдоровичу Герздорфу.
Согласно карте профессора С. С. Куторги 1852 года деревня называлась Воронкина.

ВОРОНКИНО — деревня генерал-майора Герздорфа, по просёлочной дороге, число дворов — 19, число душ — 56 м. п. (1856 год)

Согласно 10-й ревизии 1856 года деревня Воронкино принадлежала помещику Аристу Фёдоровичу Герздорфу.

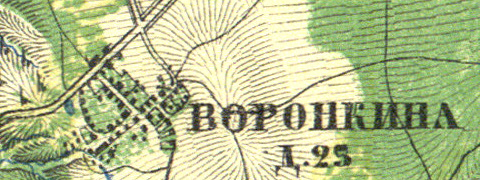
План деревни Воронкино. 1860 год

Согласно «Топографической карте частей Санкт-Петербургской и Выборгской губерний» в 1860 году деревня называлась Воронкина и насчитывала 25 крестьянских дворов, в деревне была часовня.

ВОРОНКИНО — деревня владельческая при колодцах, число дворов — 24, число жителей: 56 м. п., 68 ж. п. (1862 год)

В конце XIX века деревня административно относилась к Копорской волости 2-го стана Петергофского уезда Санкт-Петербургской губернии, в начале XX века — 3-го стана. По приходским данным население деревни было исключительно ижорским.
С 1917 по 1923 год деревня Воронкино входила в состав Арболовского сельсовета Копорской волости Петергофского уезда.
С 1923 года в составе Троцкого уезда.
С 1924 года в составе Ананьинского сельсовета.
Согласно данным переписи населения СССР 1926 года в деревне Воронкино проживал 91 человек — большинство русские, а также ижора.
С 1927 года в составе Ораниенбаумского района.
С 1928 года в составе Ломаховского сельсовета. В 1928 году население деревни Воронкино также составляло 91 человек.
По данным 1933 года деревня называлась Воронино и входила в состав Ламаховского (Ломаховского) сельсовета Ораниенбаумского района.

План деревни Воронкино. 1938 год

Согласно топографической карте 1938 года деревня называлась Воронкина и насчитывала 26 дворов. В центре деревни находилась часовня, на южной окраине — родники.
С 1 августа 1941 года по 31 января 1944 года деревня находилась в оккупации.
С 1954 года в составе Копорского сельсовета.
С 1963 года в составе Гатчинского района.
С 1965 года вновь в составе Ломоносовского района. В 1965 году население деревни Воронкино составляло 34 человека.
По данным 1966, 1973 и 1990 годов деревня Воронкино входила в состав Копорского сельсовета.
В 1997 году в деревне Воронкино Копорской волости проживали 9 человек, в 2002 году — 2 человека (все русские), в 2007 году — постоянного населения не было.

## География
Деревня расположена в юго-западной части района на автодороге 41К-008 (Петродворец — Криково), к югу от административного центра поселения, села Копорье.
Расстояние до административного центра поселения — 10 км.
Расстояние до ближайшей железнодорожной станции Копорье — 14 км.
Через деревню протекает река Систа.

## Демография
| 1862 | 2002 | 2007 | 2010 | 2017 |
| ---- | ---- | ---- | ---- | ---- |
| 124  | ↘2   | ↘0   | ↗30  | ↘7   |

## Улицы
Дачная, Лесная, Луговая, Садовая.